# Natxo Insa
Ignacio Insa Bohigues, detto Natxo (Cocentaina, 9 giugno 1986), è un calciatore spagnolo naturalizzato malaysiano, centrocampista del Johor Darul Ta'zim.

## Palmarès

### Club

#### Competizioni nazionali
- Segunda Division: 1

Levante: 2016-2017
- Malaysia Super League: 8

Johor Darul Ta'zim: 2017, 2018, 2019, 2020, 2021, 2022, 2023, 2024-2025
- Coppa della Malaysia: 5

Johor Darul Ta'zim: 2017, 2019, 2022, 2023, 2024-2025